# Styringomyia tarsatra
Styringomyia tarsatra is een tweevleugelige uit de familie steltmuggen (Limoniidae). De soort komt voor in het Oriëntaals gebied.